# 保食神
保食神（うけもち の かみ）為《日本書紀》的記述，祂是日本神話裡出現的女神，別名有宇食持命、宇食保命、宇氣母智命等。
和《古事記》記述的大宜都比賣可能是同一人物，但故事細節略有不同。

## 概要

### 日本書紀之記載
依照《日本書紀》卷第一伊奘諾尊和伊奘冉尊產神之故事裡，第十一種說法記錄天照大神聽聞葦原中國有保食神，於是命令月夜見尊下降拜訪之。保食神乃回頭向著葦原中國，嘴裡吐出米飯；面向海則嘴裡吐出大小魚群；面向山則嘴裡吐出大小獸類。一切食物具備，擺設宴席以宴請月夜見尊。後者忿然作色曰：「真是骯髒汙鄙！祢竟然用嘴巴裡吐出的東西招待我！」於是拔劍殺死保食神，然後回去向天照大神稟告一切。天照大神聽完勃然大怒地說：「祢是惡神！我們以後不必再見面。」所以白天就和黑夜分開了。天照大神派遣天熊人（あまのくまひと）前往探看，保食神確實已死，只見其頭頂化為牛馬、頭顱長出小米、眉毛長出蠶繭、眼睛長出稗、肚子長出稻米、下陰長出小麥、大豆和紅豆。天熊人將這些東西帶回獻給天照大神，天照大神歡喜地說：「天下蒼生可以食用這些東西而活命」，乃以粟、稗、麥、豆為旱田種子，以稻爲水田種子。祂又任命天邑君將稻種植於天狹田及長田，到了秋天稻穗飽滿垂首，一片豐收景象甚是快活。又口裏含繭，便能抽絲，從此始有養蠶之道。

## 解說
神名裡的「食（うけ）」代表食物，其神話故事和《古事記》記述的大宜都比賣一樣，皆與印尼、摩鹿加群島一帶流傳的海奴韋萊女神（Hainuwele）近似，為食物起源之傳說。也因為如此，一般都將保食神和大宜都比賣視為同一神。此外，代表伏見稻荷大社的食物神宇迦之御魂神亦常被視為同一神，故全國稻荷神社大半也有配祀保食神。又，故事中提及「頭頂化為牛馬」，很多分布在東日本的駒形神社除了主祭駒形大神外，也配祀保食神，並將之與馬頭觀音（即馬頭明王）視為同一神。

## 信仰
在日本只要是稻荷神社，一般都會配祀保食神，其他的神社主要計有下述：
- 岩內神社（北海道岩內郡岩內町）
- 箭弓稻荷神社（埼玉縣東松山市箭弓町）
- 建穗神社（靜岡縣靜岡市）
- 籰繰神社（愛知縣豐川市）
- 飯持神社（新潟縣佐渡市）
- 保食神社（長崎縣壹岐市）

## 內部連結
- 稻荷神
- 大宜都比賣
- 豐宇氣毘賣神

## 外部連結
- （日語）保食神 （页面存档备份，存于）